# 32
Glej tudi: število 32
32 (XXXII) je bilo prestopno leto, ki se je po julijanskem koledarju začelo na torek.

## Dogodki
- 1. januar

## Rojstva
- Ban Gu, kitajski zgodovinar, pesnik in politik, avtor Knjige Hana († 92)